# 土番社學
土番社學為台灣清治時期的官方教育機構，為清朝地方政府普遍於台灣設置的學塾之一，教育對象為包含平埔族之台灣原住民學童。其中，「土番」即是指台灣原住民。

## 歷史沿革
康熙廿五年（1686年）由諸羅縣縣令樊維屏，於諸羅縣的新港社、目加溜灣社、蕭壟社、麻豆社等四大社，各設一所土番社學。康熙卅四年(1695年)，由台灣知府靳治揚擴大辦理，並於康熙五十四年（1715 年)由諸羅縣知縣周鍾瑄再於諸羅縣之諸羅山社、打貓社、哆囉嘓社、大武壟社等各原住民部落，另創四所土番社學。
雍正13年(1734年)，臺灣道張嗣昌在各番社普遍設立社學，並於乾隆年間土番社學風氣達到鼎盛，設置情況分別為台灣臺灣縣（今臺南市）5所、諸羅縣11所、彰化縣20所、鳳山縣8所、淡水縣（今新竹市以北）6所等總共49所。
嘉慶之後，平埔族迅速漢化且多進入漢人社學就讀，土番社學漸趨沒落。 

## 註解
1. ↑  葉憲峻.  [The Community Schools and Free Private schools in Taiwan During Ching Dynasty (1683~1895)]. 臺中師院學報. 2004-12-01, 18 (2): 45–69  [2023-03-12]. doi:10.7037/JNTTC.200412.0045. （原始内容存档于2023-03-12）.